# Гру, Бенуа
Бенуа́ Гру (фр. Benoît Groulx; род. 30 января 1968, Халл, Квебек) — канадский хоккеист; тренер. Главный тренер клуба КХЛ «Трактор».

## Биография
Начал свою игровую карьеру в 1986 году в канадской юниорской команде «Гранби Бизонс».
Завершив карьеру в 2000 году, вернулся в Канаду и возглавлял клубы главной юниорской хоккейной лиги Квебека (QMJHL). Также возглавлял клубы АХЛ — «Рочестер Американс» и «Сиракьюс Кранч».
В 2015 году Гру привёл сборную Канады к победе на чемпионате мира U20.
В мае 2024 года занял должность главного тренера российского клуба «Трактор» Челябинск. Клуб в первом же сезоне пробился в финал кубка Гагарина.